# Aguilar de Campoo (hrad)
Hrad Aguilar de Campoo je středověký hrad, který se nachází ve španělském městečku Aguilar de Campoo v provincii Palencia. V současnosti je to zřícenina trapézového půdorysu. Dochovala se většina vnějších zdí, hradeb a věží. Byl postaven na útesu ve výšce 970 metrů.

## Dějiny a popis
Na místě hradu stála původně obranná věž zbudovaná v období reconquisty - první písemná zmínka pochází z roku 1039. Mezi 12. až 14. stoletím byl hrad několikrát obnovován. V polovině 14. století zde byl zadržován kardinál Pedro Gómez Barroso na rozkaz Petra I. Kastilského.
Jedná se o románskou stavbu, která měla původně dva vchody: jeden na východní fasádě, s lomeným obloukem, na kterém jsou pozůstatky erbu, a druhý, ve špatném stavu, na severozápadě. Většina z tlustých kamenných zdí je také ve špatném stavu. Zachovalé jsou vnitřní pozůstatky věží. Je v majetku obce.